# Anorthodes
Anorthodes is een geslacht van vlinders van de familie uilen (Noctuidae), uit de onderfamilie Acronictinae.

## Soorten
- Anorthodes indigena Barnes & Benjamin, 1925
- Anorthodes tarda Guenée, 1852
- Anorthodes triquetra Grote, 1883